# 有効状態密度
半導体において有効状態密度とは、伝導帯の電子密度や価電子帯の正孔密度を表すときに用いられる状態密度である。

## 半導体のキャリア密度
伝導帯{\displaystyle E_{C}}の電子密度{\displaystyle n}と価電子帯{\displaystyle E_{V}}の正孔密度{\displaystyle p}は次のように与えられる。
{\displaystyle n={\frac {1}{V}}\int _{E_{C}}^{\infty }D_{C}(E)f(E)dE}
{\displaystyle p={\frac {1}{V}}\int _{-\infty }^{E_{V}}D_{V}(E)\{1-f(E)\}dE}
ここで{\displaystyle D_{C}(E)}は伝導帯の状態密度、{\displaystyle D_{V}(E)}は価電子帯の状態密度、{\displaystyle f(E)}はフェルミ分布である。伝導帯の電子と価電子帯の正孔の状態密度は、自由電子の状態密度の質量を状態密度有効質量に置き換えるだけでよい。
{\displaystyle D_{C}(E)={\frac {V}{2\pi ^{2}}}\left({\frac {2m_{e}^{*}}{\hbar ^{2}}}\right)^{3/2}{\sqrt {E-E_{C}}}}
{\displaystyle D_{V}(E)={\frac {V}{2\pi ^{2}}}\left({\frac {2m_{h}^{*}}{\hbar ^{2}}}\right)^{3/2}{\sqrt {E_{V}-E}}}
ここで{\displaystyle m_{e}^{*}}は電子の状態密度有効質量、{\displaystyle m_{h}^{*}}は正孔の状態密度有効質量である。また温度について次式を仮定すると、フェルミ分布はボルツマン分布に近似でき、非縮退半導体となる。
{\displaystyle E_{C}-E_{F}>3kT}
{\displaystyle E_{F}-E_{V}>3kT}
ただし{\displaystyle E_{F}}はフェルミ準位である。これら結果、電子密度と正孔密度は次のように与えられる。
{\displaystyle n=N_{C}\exp \left({\frac {E_{F}-E_{C}}{kT}}\right)}
{\displaystyle p=N_{V}\exp \left({\frac {E_{V}-E_{F}}{kT}}\right)}
{\displaystyle N_{C}=2\left({\frac {m_{e}^{*}kT}{2\pi \hbar ^{2}}}\right)^{3/2}}
{\displaystyle N_{V}=2\left({\frac {m_{h}^{*}kT}{2\pi \hbar ^{2}}}\right)^{3/2}}
ここで{\displaystyle N_{C}}は伝導帯の有効状態密度、{\displaystyle N_{V}}は価電子帯の有効状態密度と呼ばれる。また真性半導体のフェルミ準位を{\displaystyle E_{i}}、真性キャリア密度を{\displaystyle n_{i}}とすると、有効状態密度は次のように表せる。
{\displaystyle N_{C}=n_{i}\exp \left({\frac {E_{C}-E_{i}}{kT}}\right)}
{\displaystyle N_{V}=n_{i}\exp \left({\frac {E_{i}-E_{V}}{kT}}\right)}

オレンジ：半導体の状態密度（上は伝導帯、下は価電子帯）、青：フェルミ分布、緑：キャリア密度（上は電子、下は正孔）

よって伝導帯の電子密度と価電子帯の正孔密度は次のように書ける。
{\displaystyle n=n_{i}\exp \left({\frac {E_{F}-E_{i}}{kT}}\right)}
{\displaystyle p=n_{i}\exp \left({\frac {E_{i}-E_{F}}{kT}}\right)}
これより以下の関係が非縮退半導体について成り立つ。
{\displaystyle np=n_{i}^{2}}